# Уряд Олафа Шольца
Уряд Олафа Шольца — чинний федеральний уряд Німеччини, утворений після перемоги Соціал-демократичної партії Німеччини, яка сформувала так звану «світлофорну» коаліцію зі Союзом 90/Зелені та Вільною демократичною партією, на виборах до Бундестагу 2021. Уряд склав присягу 8 грудня 2021 року.

## Формування уряду
Соціал-демократична партія Німеччини, Союз 90/Зелені та Вільна демократична партія представили коаліційну угоду 24 листопада 2021 року. 4 грудня 2021 року коаліційну угоду схвалили соціал-демократи — це рішення підтримали 98,8 % делегатів, а 5 грудня — вільні демократи (за це проголосували 92,2 % делегатів). 6 грудня «Зелені» також підтримали коаліцію — за це рішення проголосувало 86 % членів.
7 грудня 2021 року Соціал-демократична партія Німеччини, Вільна демократична партія та «Зелені» підписали коаліційну угоду.

## Склад уряду
Уряд складається з федерального канцлера Олафа Шольца та 16 федеральних міністрів. Соціал-демократична партія Німеччини отримала 7 міністерських посад, «Зелені» — 5, Вільна демократична партія — 4. У першому складі уряду було порівну чоловіків та жінок — по 8.
| Номер | Міністерство                                                                              | Портрет | Міністр                 | Партія | Партія         | Початок терміну | Кінець терміну |
| ----- | ----------------------------------------------------------------------------------------- | ------- | ----------------------- | ------ | -------------- | --------------- | -------------- |
| 1     | Федеральний канцлер                                                                       |         | Олаф Шольц              | СДПН   |                | 8 грудня 2021   |                |
| 2     | Віцеканцлер Федеральний міністр економіки та захисту клімату                              |         | Роберт Габек            | Зелені |                | 8 грудня 2021   |                |
| 3     | Федеральний міністр фінансів                                                              |         | Крістіан Лінднер        | ВДП    |                | 8 грудня 2021   |                |
| 4     | Федеральний міністр закордонних справ                                                     |         | Анналена Бербок         | Зелені |                | 8 грудня 2021   |                |
| 5     | Федеральний міністр внутрішніх справ                                                      |         | Ненсі Фезер             | СДПН   |                | 8 грудня 2021   |                |
| 6     | Федеральний міністр будівництва                                                           |         | Клара Ґайвіц            | СДПН   |                | 8 грудня 2021   |                |
| 7     | Федеральний міністр юстиції                                                               |         | Марко Бушманн           | ВДП    |                | 8 грудня 2021   |                |
| 8     | Федеральний міністр праці та соціальних питань                                            |         | Губертус Гайль          | СДПН   |                | 8 грудня 2021   |                |
| 9     | Федеральний міністр оборони                                                               |         | Крістіне Ламбрехт       | СДПН   |                | 8 грудня 2021   | 19 січня 2023  |
| 9     | Федеральний міністр оборони                                                               |         | Борис Пісторіус         | СДПН   | 19 січня 2023  |                 |                |
| 10    | Федеральний міністр продовольства та сільського господарства                              |         | Джем Оздемір            | Зелені |                | 8 грудня 2021   |                |
| 11    | Федеральний міністр у справах сім'ї, людей похилого віку, жінок та молоді                 |         | Анне Шпігель            | Зелені |                | 8 грудня 2021   | 25 квітня 2022 |
| 11    | Федеральний міністр у справах сім'ї, людей похилого віку, жінок та молоді                 |         | Ліза Паус               | Зелені | 25 квітня 2022 |                 |                |
| 12    | Федеральний міністр охорони здоров'я                                                      |         | Карл Лаутербах          | СДПН   |                | 8 грудня 2021   |                |
| 13    | Федеральний міністр цифрових технологій та транспорту                                     |         | Фолькер Віссінґ         | ВДП    |                | 8 грудня 2021   |                |
| 14    | Федеральний міністр довкілля, захисту природи, ядерної безпеки та захисту прав споживачів |         | Штеффі Лемке            | Зелені |                | 8 грудня 2021   |                |
| 15    | Федеральний міністр освіти та досліджень                                                  |         | Беттіна Старк-Ватцінгер | ВДП    |                | 8 грудня 2021   |                |
| 16    | Федеральний міністр економічної співпраці та розвитку                                     |         | Свенья Шульце           | СДПН   |                | 8 грудня 2021   |                |
| 17    | Федеральний міністр з особливих доручень Голова федерального відомства Німеччини          |         | Вольфганг Шмідт         | СДПН   |                | 8 грудня 2021   |                |

## Нотатки
1. ↑  Коаліція, до складу якої входять Соціал-демократична партія Німеччини, Союз 90/Зелені та Вільна демократична партія. Названа за кольорами партій, що входять до її складу.